# Ravine Pierre (Macoucheri)
Die Ravine Pierre ist ein Fluss im Parish Saint Joseph von Dominica.

## Geographie
Die Ravine Pierre entspringt an einem südwestlichen Ausläufer des Mosquito Mountain (Canicules, Gros Morne). Sie verläuft nach Süden, teilweise parallel zu m Oberlauf des Salisbury River, der weiter westlich entspringt. Nach steilem Verlauf mündet sie bei Hobshole Estate von Norden und links in den Macoucheri River.